# Gus MacPherson
Gus MacPherson (* 11. Oktober 1968 in Glasgow, Schottland) ist ein ehemaliger schottischer Fußballspieler und aktueller Fußballtrainer.

## Karriere

### Als Spieler
Gus MacPherson begann seine Karriere in den 1980er Jahren in seiner Geburtsstadt bei den Glasgow Rangers. In der Saison 1985/86 rückte der damals 17-Jährige MacPherson in den Profikader der Rangers auf. Dort blieb er allerdings ohne Profieinsatz, sodass er seinen Heimatverein im Juni 1986 in Richtung FC Kilmarnock verließ. Bei den Killies spielte er unterbrochen von einer kurzen Leihe nach England zu Exeter City im Jahr 1990 ausgenommen, bis zum Jahr 2001 für den Verein. In seinen 15 Jahren Vereinszugehörigkeit absolvierte MacPherson insgesamt 354 Ligaspiele, in denen er als Abwehrspieler 15 Tore erzielen konnte. Mit dem Verein aus der Region East Ayrshire stieg er am Ende der Saison 1992/93 von der First in die Premier Division auf. Dazu kamen fünf Siege im regionalen Ayrshire Cup in den Jahren 1992, 1993, 1994, 1996 und 1998. Größter Erfolg sollte der Gewinn des Scottish FA Cup im Jahr 1997 im Endspiel gegen den FC Falkirk sein. Es war bis dahin der dritte Pokalsieg in der Vereinsgeschichte nach 1920 und 1929. In seiner letzten Spielzeit im Trikot von Kilmarnock erreichte er mit seinem Team das Ligapokalfinale gegen Celtic Glasgow im Jahr 2001 das mit 0:3 verloren wurde. Gus MacPherson war dabei unter Manager Bobby Williamson Mannschaftskapitän des Teams. Im Juli 2001 wechselte MacPherson zu Dunfermline Athletic, für den er zwei Jahre aktiv war. Mit dem Fife Cup im Jahr 2003 feierte er den einzigen Titelerfolg mit der Mannschaft. Von 2003 bis 2004 ließ er seine aktive Fußballkarriere als Spielertrainer beim FC St. Mirren ausklingen, nachdem der dortige Trainer John Coughlin im Dezember 2003 entlassen wurde. Daraufhin beende MacPherson seine Karriere als aktiver Spieler zum Saisonende hin und begann seine Trainerlaufbahn.

### Als Trainer
Beim FC St. Mirren feierte er im Jahr 2006 den Aufstieg in die Scottish Premier League. Im selben Jahr gewann MacPherson mit seinem Team dem unter anderem Kirk Broadfoot, Kevin McGowne, Andy Millen, David van Zanten, Charlie Adam, Simon Lappin, Hugh Murray, Billy Mehmet und John Sutton angehörten den Challenge Cup im Endspiel gegen Hamilton Academical. Nach sieben Jahren Trainertätigkeit in Paisley, unterschrieb er im Juni 2011 einen Einjahresvertrag beim Zweitligisten Queen of the South. Beim Verein aus Dumfries wurde MacPherson vorzeitig entlassen, da sich der Verein in akuter Abstiegsgefahr befand. Neutrainer Allan Johnston konnte den Abstieg am Saisonende 2011/12 auch nicht mehr vermeiden. Im Januar 2014 wurde MacPherson für den entlassenen Gardner Speirs als neuer Trainer des schottischen Viertligisten FC Queen’s Park präsentiert. Den ältesten Fußballverein aus Schottland führte MacPherson als Vizemeister der League Two in die Aufstieg-Play-offs, in denen die Spiders dem FC Stenhousemuir nach Hin- und Rückspiel unterlagen.

## Erfolge
als Spieler:
mit dem FC Kilmarnock:
- Aufstieg in die Premier Division: 1993
- Scottish Pokalsieger (1): 1997
- Ayrshire Cup (5): 1992, 1993, 1994, 1996, 1998

mit Dunfermline Athletic:
- Fife Cup (1): 2003

als Trainer:
mit dem FC St. Mirren:
- Scottish League Challenge Cup: 2006
- Aufstieg in die Scottish Premier League: 2006
- Renfrewshire Cup (5): 2006, 2007, 2008, 2009, 2010